# Palais Maffettone
Le Palais Maffettone est un bâtiment historique situé dans le centre historique de Naples, dans le quartier de San Lorenzo. 
Le palais, de style néoclassique, a été édifié à la fin du XIXe siècle. Il présente deux inscriptions en relief, l'une relative à la disparition de Nicola Rocco en 1877, et l'autre au musicien napolitain Carlo De Vincentiis.